# Шой-Шудумарь
Шой-Шудумарь (мар. Шӱдымарий) — деревня в Куженерском районе Республики Марий Эл. Является административным центром Шудумарского сельского поселения.
Деревня основана в 1775 году.
Население — 517 человек по данным на 1 января 2005 года.
Расположен в 18 км юго-восточнее районного центра, посёлка Куженер. Рядом с деревней находится исток реки Шойка.
Сообщение с соседними населёнными пунктами осуществляется по автомобильным дорогам. Ближайшая станция железной дороги находится в Йошкар-Оле.